# Волжский железнодорожный ИТЛ
Волжский железнодорожный исправительно-трудовой лагерь — подразделение, действовавшее в структуре Главного управления исправительно-трудовых лагерей Народного комиссариата внутренних дел СССР (ГУЛАГ НКВД).

## История
Волжский железнодорожный ИТЛ был основан 22 февраля 1942 года. Управление лагеря располагалось в Казани и подчинялось Главному управлению лагерей железнодорожного строительства. Основными задачами лагеря было строительство железной дороги Свияжск-Ульяновск и обслуживание совхоза имени Сакко и Ванцетти.
27 апреля 1943 года Волголаг был закрыт в связи с окончанием строительства, его имущество было передано Приволжскому ИТЛ, а обслуживание совхоза поручено Широковскому лагерю. Максимальная численность заключенных, содержавшихся в лагере, составила 5 342 человека. Помимо советских заключенных, в Волжском железнодорожном лагере также содержалось до 23 237 трудомобилизованных немцев.

## Количество заключенных
1942 год = 5 342 человека
1943 год = 1 923 человека
1944 год = 519 человек

## Производство
Основным видом производственной деятельности заключённых Волжского железнодорожного ИТЛ было железнодорожное строительство.